# Municipio de Webster (condado de Wilson)
El municipio de Webster (en inglés: Webster Township) es un municipio ubicado en el condado de Wilson en el estado estadounidense de Kansas. En el año 2010 tenía una población de 48 habitantes y una densidad poblacional de 0,62 personas por km².

## Geografía
El municipio de Webster se encuentra ubicado en las coordenadas 37°41′30″N 95°48′25″O / 37.69167, -95.80694. Según la Oficina del Censo de los Estados Unidos, el municipio tiene una superficie total de 77.32 km², de la cual 76,42 km² corresponden a tierra firme y (1,16 %) 0,9 km² es agua.

## Demografía
Según el censo de 2010, había 48 personas residiendo en el municipio de Webster. La densidad de población era de 0,62 hab./km². De los 48 habitantes, el municipio de Webster estaba compuesto por el 100 % blancos. Del total de la población el 0 % eran hispanos o latinos de cualquier raza.